# Alhambra (Phoenix)
Pour les articles homonymes, voir Alhambra.
Alhambra est un quartier de la ville de Phoenix, dans l'État de l'Arizona aux États-Unis.
Il est l'un des quinze villages urbains de Phoenix. Situé à seulement quelques kilomètres de Downtown Phoenix, Alhambra est un exemple de développement suburbain plus ancien à Phoenix. Les limites du village sont marquées à l'ouest par la 43e Avenue / Ville de Glendale, 7th Street à l'est, du Nord, avenue vers le nord, enfin Grand Avenue et Grand Canal vers le sud. 
Le terminus nord-ouest du train léger sur rail METRO est à Alhambra.